# Latijnse School (Deventer)
De Latijnse School van Deventer was van voor 1150 tot 1848 een school waar jongens werden voorbereid op een religieus ambt of een studie aan een universiteit. Het was een zogenaamde Latijnse school, een schooltype dat eeuwenlang wijdverbreid was in Europa. De school behoorde oorspronkelijk als kapittelschool tot de Lebuinuskerk, de hoofdkerk van het Oversticht. Jongens werden er opgeleid tot diensten in de kerk of het kapittel. Mede doordat Deventer als Hanzestad een belangrijk knooppunt voor internationale handel was, groeide de school in bereik en betekenis.
Vanaf het eind van de 14e eeuw kende de school een bloeiperiode ten tijde van de Moderne Devotie, waarvan de oud-leerling Geert Grote de grondlegger was. Een van de scholieren in deze tijd was Thomas a Kempis, die zich na afronding bij de broederschap op de Sint-Agnietenberg aansloot. Het hoogtepunt kende de school aan het eind van de 15e eeuw met de opkomst van het renaissance-humanisme, onder het rectoraat van Alexander Hegius. Opvallend was de introductie van het onderwijs in Grieks, wat in West-Europa nog niet eerder had plaatsgevonden. Door de onderwijsvernieuwingen werd de school vermaard in een grote regio. Een van de leerlingen in deze tijd was Desiderius Erasmus, die als humanistische geleerde grote invloed zou krijgen op de westerse filosofie.
Na het overlijden van Hegius nam de internationale allure af. Het onderwijs in Deventer kreeg in 1630 wel een opleving met de oprichting van het Athenaeum Illustre voor hoger onderwijs, waarvoor de Latijnse School als plaatselijke vooropleiding diende. Met de opkomst van de Franse school en de Duitse school nam ook het lokale belang van de Latijnse School af. Het definitieve einde werd bewerkstelligd met de oprichting van een stedelijk gymnasium.
Het gebouw waarin de school van circa 1485 tot 1839 gehuisvest was bevindt zich aan het Grote Kerkhof, en staat in de 21e eeuw nog steeds bekend als 'de Latijnse School'.

## Gebouw

### Schoolgebouw
Het pand aan het Grote Kerkhof waarin de school eeuwenlang gevestigd was, werd gebouwd in de tweede helft van de 15e eeuw, in gotische stijl. De oudste vermelding komt uit 1485, toen drukker Jacob van Breda zich er vlakbij vestigde. Op de bouwplaats had eerder een tufstenen gebouw uit de 10e en 11e eeuw gestaan van tien meter hoog, dat gefundeerd was op veldkeien. Restanten van de oude bebouwing zijn in het nieuwe gebouw opgenomen. Tufsteen bevindt zich nog in geveltrappen op de verdieping en de zolder, en in brokken in de noordelijke zijmuur. De tufstenen restanten behoren tot de oudste in Deventer.
Het nieuwe gebouw werd opgetrokken uit kloosterstenen en bevatte kruiskozijnen van zandsteen. De opzet is een hoofdvolume met een kap parallel aan het Grote Kerkhof en een volume dat hier haaks op staat. Het is mogelijk dat enkele naastgelegen terreinen tevens tot de school hebben behoord. Uit de tijd dat de school in het pand gehuisvest was is weinig over het gebouw bekend. In het begin van de 17e eeuw schreef Gualtherus Sylvanus, rector aan de school, dat het gebouw in die tijd voldeed, maar oud was en in slechte staat verkeerde. Geschiedschrijver Gerhard Dumbar (1743-1802) noemde het gebouw in 1801 vanwege de geschiedenis noemenswaardig, maar wat betreft het uiterlijk zeker niet. In de laatste jaren dat de Latijnse School het gebouw in gebruik had, werd het vanwege de grootte onder meer gedeeld met de Teeken-Academie-School. Het gebouw was smerig doordat het schoolbudget van de stad grotendeels naar het Athenaeum Illustre ging.

### Winterresidentie
De gemeente verkocht het pand in 1837, waarop de school in 1839 verhuisde naar het Landshuis. Gedurende een halve eeuw werd het pand 's winters bewoond door vooraanstaande families. Eerst kwam het in handen van Jan Willem Hendrik Teding van Berkhout, eigenaar van landgoed en havezate Hoenlo bij Olst. Van Berkhout liet het pand verbouwen tot winterresidentie voor zijn gezin. Omstreeks 1860 voorzag hij het van een gevel in empirestijl. Zijn zoon erfde het en verkocht het in 1880 aan advocaat Derk Dumbar (1848–1911), wiens zus het familiehuis Dumbar had betrokken.

### Diverse bestemmingen
Vanaf 1884 werd het pand opgedeeld in een woongedeelte en een commerciële ruimte. Laatstgenoemde ruimte werd gebruikt als café waarvoor in 1886 een winkelpui werd geplaatst. Maurits Ernest Houck, onder andere directeur van het Deventer museum voor stadsgeschiedenis en publicist, herontdekte het pand als Latijnse School. Net als Dumbar beschreef hij het gebouw als totaal onopvallend, zelfs zonder een inscriptie die van het rijke verleden blijk gaf.
Een deurwaarder, die het gebouw in 1898 overnam, liet de begane grond er ten behoeve van een veilingzaal uit slopen. In 1907 kwam het gebouw in gebruik als restaurant en hotel met een terras op het Grote Kerkhof, waarna in 1919 een ingenieursbureau er zijn intrek nam en het verbouwde tot kantoor en magazijn. Vervolgens was het gebouw tot 1937 in gebruik door, en de laatste zes jaar ook in eigendom van, Rubberfabriek Vredestein. De inpandige woning werd verhuurd.

### Majeure verbouwingen
Van 1937 tot 1945 vonden ingrijpende bouwkundige veranderingen plaats, toen de NV Sallandsche Houthandel er gevestigd was. Eerst werden de begane grond en kelder 80 centimeter verlaagd, zodat het magazijn op gelijk niveau met de straat kwam te liggen. Aan de linkerzijde werd vervolgens een nieuwe, grote winkelpui ter breedte van vier traveeën geplaatst met een etalage en entree. Hierna werd het dak verlaagd en werd aan de achterzijde een verdieping toegevoegd. Aan de rechterzijde bevond zich een portiek met een trap die naar een voordeur leidde op het oorspronkelijke, ten opzichte van het maaiveld verhoogde niveau van het pand. De groei van de handel en de verslechterende bereikbaarheid deden een nieuwe eigenaar de handel doen verhuizen naar een industrieterrein, waarna het gebouw leeg kwam te staan.
In 1966 won Aldo van Eyck de prijsvraag voor een nieuw Deventer stadhuis. In zijn ontwerp was het stadsblok tussen het oude stadhuis en de IJssel, waar het voormalige schoolgebouw onderdeel van uitmaakt, voor nieuwbouw geweken. Vanwege geldgebrek werd dit plan niet uitgevoerd.

### Restauratie
| |  |                                                                            |
| De voorgevel met medaillons en een snijraam die oud-studenten en rector Alexander Hegius verbeelden. (Foto 2019) |  | Bronzen plaquette met afbeelding van de school, bevestigd op de voorgevel. |

In 1968 werd het pand als rijksmonument geregistreerd. Gemeente Deventer werd weer eigenaar van het pand dat echter zonder bestemming bleef, waarop krakers er voor een tijd hun intrek namen. Na hun vertrek werd het gebouw in bruikleen gegeven aan jeugdhulporganisaties. Na fusies van deze organisaties werd een optie tot koop overgedragen aan NV Bergkwartier, de maatschappij die faam had verworven door de restauratie van grote delen in het Bergkwartier. Deze organisatie had inmiddels ook diverse panden in de omgeving van het schoolgebouw gerestaureerd, waaronder het oude pand van de drukker Jacob van Breda. NV Bergkwartier oefende de optie uit onder de bepaling dat de jeugdhulporganisatie het pand kon blijven gebruiken. Daarop werd in 1992 een aanvang gemaakt met de renovatie.
De gevel werd hersteld volgens ontwerp van architect dr. ir. E.J. Hoogenberk van het Buro voor harmonische architectuur, die de gevel in empirestijl uit omstreeks 1860 als uitgangspunt nam. Om de rijke geschiedenis als schoolgebouw zichtbaar te maken, werden in de voorgevel vier portretmedaillons (of tondo's) aangebracht naar ontwerp van Ela Venbroek-Franczyk. Deze bevatten (fantasie)portretten van Geert Grote, Thomas a Kempis, paus Adrianus VI en Alexander Hegius. Van Adrianus VI werd lange tijd aangenomen dat hij leerling was geweest aan de Deventer Latijnse School, maar dat wordt sinds de 20e eeuw in twijfel getrokken. Voor het bovenlicht boven de voordeur maakte Venbroek-Franczyk een snijraam van Desiderius Erasmus. Hierboven staat de Latijnse tekst "Non scholae sed vitae discimus" ("Niet voor de school, maar voor het leven leren wij"), een omdraaiing van Seneca's uitspraak "Non vitae sed scholae discimus" ("Niet voor het leven, maar voor de school leren wij").
Rechts van de entree bevindt zich sinds 2014 een plaquette van de voorgevel met een korte toelichting in brailleschrift. Het bronzen reliëf is onderdeel van een reeks die de Duitse kunstenaar Egbert Broerken in opdracht van de Rotaryclub van Deventer maakte.
Na verschillende bestemmingen werd het gebouw in 2018 in gebruik genomen als hotel.

## School

### Beginperiode

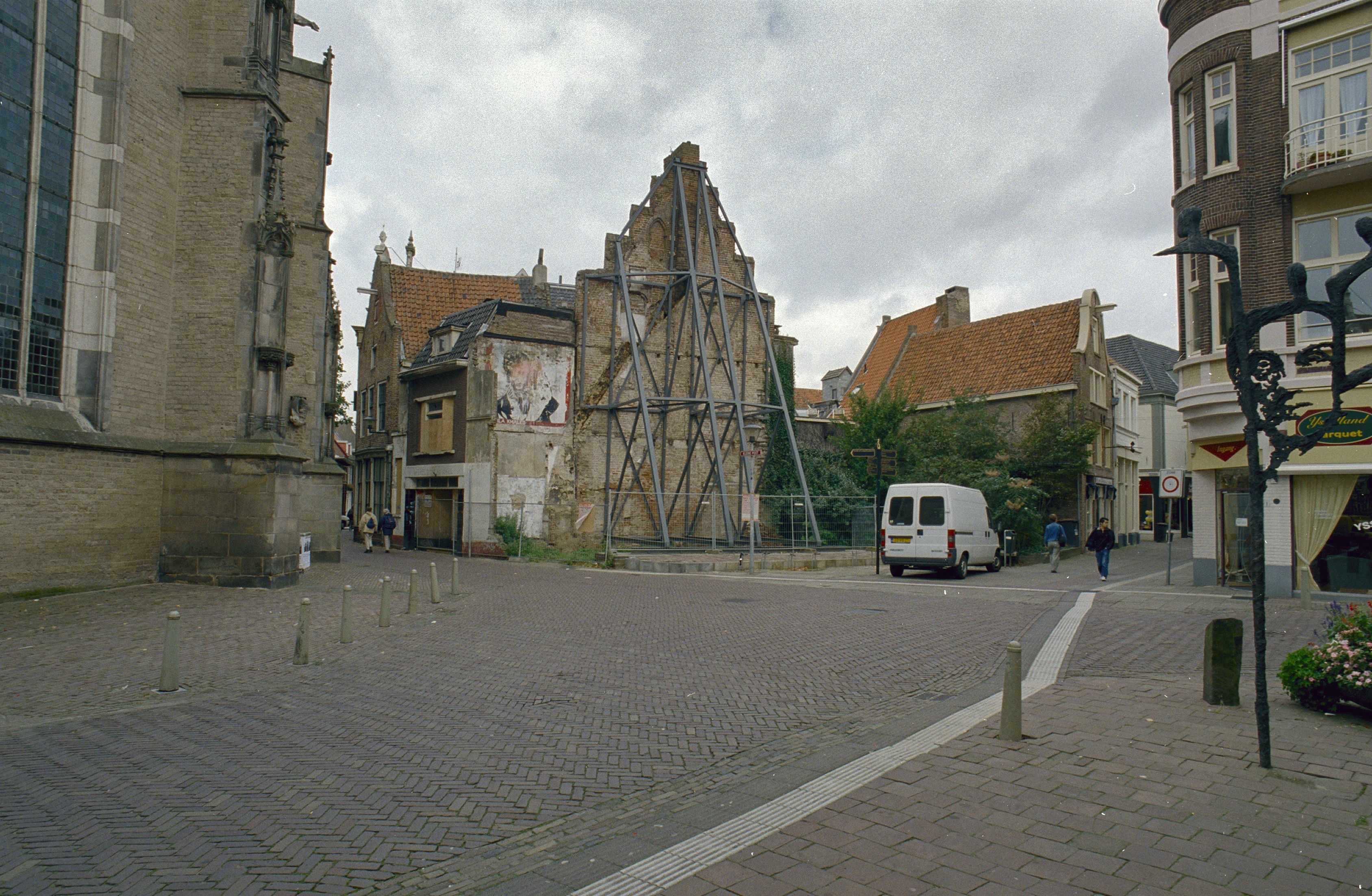
Deze in 1960/1961 deels gerenoveerde gotische gevel achter de kerk is een overblijfsel van een van de kapittelhuizen uit ca. 1300. Deze maakten deel uit van het Papenklooster, waarin zich vermoedelijk ook de school bevond. (Foto 2001)

Halverwege de 12e eeuw werd het instituut opgericht als kapittelschool behorend tot de Lebuinuskerk. Deze bestond dus al voordat paus Innocentius III in 1215 per decreet vastlegde dat elke kapittelkerk een kapittelschool moest hebben. Vanaf dat jaar worden de scholasters met regelmaat in bronnen genoemd. Kanunniken lieten in schoolse opzet lessen geven in het lezen en schrijven van Latijn. Ook koorzang was een belangrijk onderdeel, aangezien de school verantwoordelijk was voor de koralen in de Lebuinuskerk. Het kapittel zorgde voor een gebouw, schreef het lesrooster voor en wees een scholaster of rector aan. De school leidde in de 12e en 13e eeuw vooral op ter voorbereiding op religieuze studies en kerkelijke ambten. De eerste rector scholarium die bij naam bekend is heette Godschalk; hij was rector in 1311. Naast het Lebuinuskapittel kreeg Deventer in de 13e eeuw met de Sint-Nicolaaskerk en de Mariakerk ook twee parochies. Waar die elders vaak een eigen school hadden, was dat in Deventer niet het geval.

#### Groeiend bereik
De maatschappelijke betekenis van de school werd gaandeweg breder. In de 14e eeuw werd het Leges Scholarum Daventriensium opgesteld, mogelijk Nederlands oudste schoolorde. Dit reglement bevat met name voorschriften voor de organisatie van de school. De scholing diende vaak als voorbereiding op verdere studie elders. Ook bezochten steeds meer zonen van gegoede burgers de school ter voorbereiding op een loopbaan als handelaar of bestuurder. Eerst betrof dit alleen jongens uit de bovenlaag van de samenleving, maar dit breidde zich langzaam uit naar de daaronder gelegen klassen. In de tweede helft van de 14e eeuw trok de school ook leerlingen van buiten het Oversticht. De Deventenaar en burgemeesterszoon Geert Grote studeerde er van 1348 tot 1355 en was als stichter van de Moderne Devotie de eerste leerling die grote bekendheid verwierf.
Een rekening uit 1369 maakt duidelijk dat de Latijnse School destijds vlak bij of tegen het koor van de Lebuinuskerk was gesitueerd. Vermoedelijk bevond de school zich in het achter de kerk gelegen Papenklooster, dat bestond uit vier kapittelhuizen met bijgebouwen. Ondanks de groei bleef de Latijnse School organisatorisch met de kapittelkerk verbonden, onder meer voor de zang. Ook speelden de leerlingen een rol bij kerkelijke feestelijkheden en rituelen, hoewel daar in de schoolreglementen niets over was vastgelegd. Al in 1339 wordt gesproken over voorstellingen door scholieren in Deventer waarvoor zij een vergoeding kregen. De toneelspelen vonden plaats op of rond feestdagen, bijvoorbeeld met Kerstmis, Driekoningen en Vastenavond.
Vanaf halverwege de 14e eeuw werd diverse jaren in december het meerdaagse Bisschopsspel ofwel Kinderbisschop gespeeld, een feest waarbij een van de koorknapen door de lagere geestelijken tot bisschop werd verkozen. Het Bisschopsspel was een traditie in veel regio's in het westen van Europa, ondanks tegenwerking van de kerk vanwege de losbandigheid en de spottende ondertoon ervan. In 1390 werd in de Deventer rekeningen voor het laatst melding van het spel gemaakt. Vanaf het eind van de 14e eeuw speelden de scholieren met Maria-Lichtmis mee bij een toneelspel rondom het verhaal van Maria, Simeon en het kind Jezus. In 1394 werd het passiespel Onse heeren passio op de Brink uitgevoerd, onder meer voor de 'Raad en Schepenen'.

### Eerste bloeiperiode

#### Geert Grote

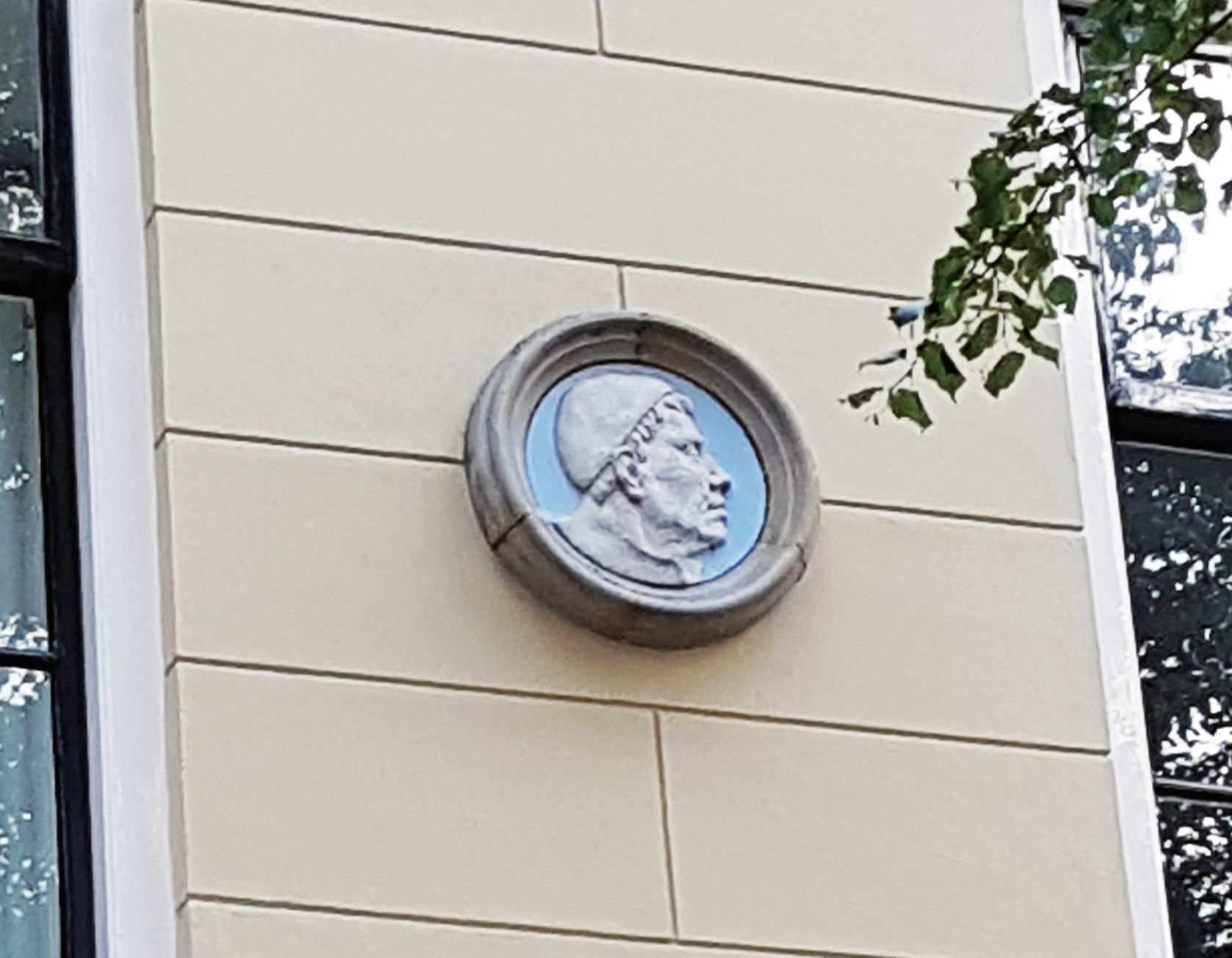
Fantasieportret van Geert Grote op de gevel van de Latijnse School, sinds 1992. Hij studeerde als leerling (1348–1355) nog niet in dit gebouw, maar in de oorspronkelijke kapittelschool achter de Lebuinuskerk.

Geert Grote kwam in 1372, na omzwervingen voor studie en diensten als kanunnik, terug naar Deventer. In de daarop volgende jaren veranderde hij zijn leven drastisch. Hij had niet langer aandacht voor wetenschappen en kunst, maar richtte zich op religieuze zaken. Bovendien ontzegde hij zich voortaan rijke maaltijden, modieuze kleding en geslachtelijke omgang met vrouwen, en koos voor een ascetische levenswijze. Hij stelde zijn huis ter beschikking als gasthuis voor vrouwen, onderging drie jaar het kloosterleven in Monnikhuizen bij Arnhem en liet na terugkeer statuten voor zijn huis als zusterhuis vastleggen. Na zijn dood vormden deze statuten de basis voor het Meester-Geertshuis van de Zusters van het Gemene Leven, dat gestalte kreeg toen Johannes Brinckerinck, als rector van het huis, het leven in gemeenschap van goederen en inkomsten instelde. Naar dit concept zou tevens het fraterhuis van de Broeders van het Gemene Leven worden opgericht door Florens Radewijns.
Het is mogelijk dat Geert Grote, mede dankzij zijn afkomst uit een bestuurlijk milieu, invloed had op inmenging van de magistraat bij de benoeming van de schoolrector. De oudst bekende opmerking over deze betrokkenheid van de Deventer stadsregering komt uit 1374. Uit de zuidelijke Nederlanden zijn al van eerdere tijd voorbeelden bekend van stadsbesturen die op deze manier invloed op scholen hadden, maar uit het noordoosten van de Nederlanden niet. Het kapittel behield wel een stem in de benoeming en bleef tot de 16e eeuw tevens belanghebbend in de school, maar kreeg steeds minder invloed op het programma. Deelname aan godsdienstoefeningen, koordiensten en dergelijke bleef echter voorgeschreven. Dit gold met name voor de scholieren die uit Deventer zelf afkomstig waren, de zogenoemde intranei.

##### Misstanden en verzet

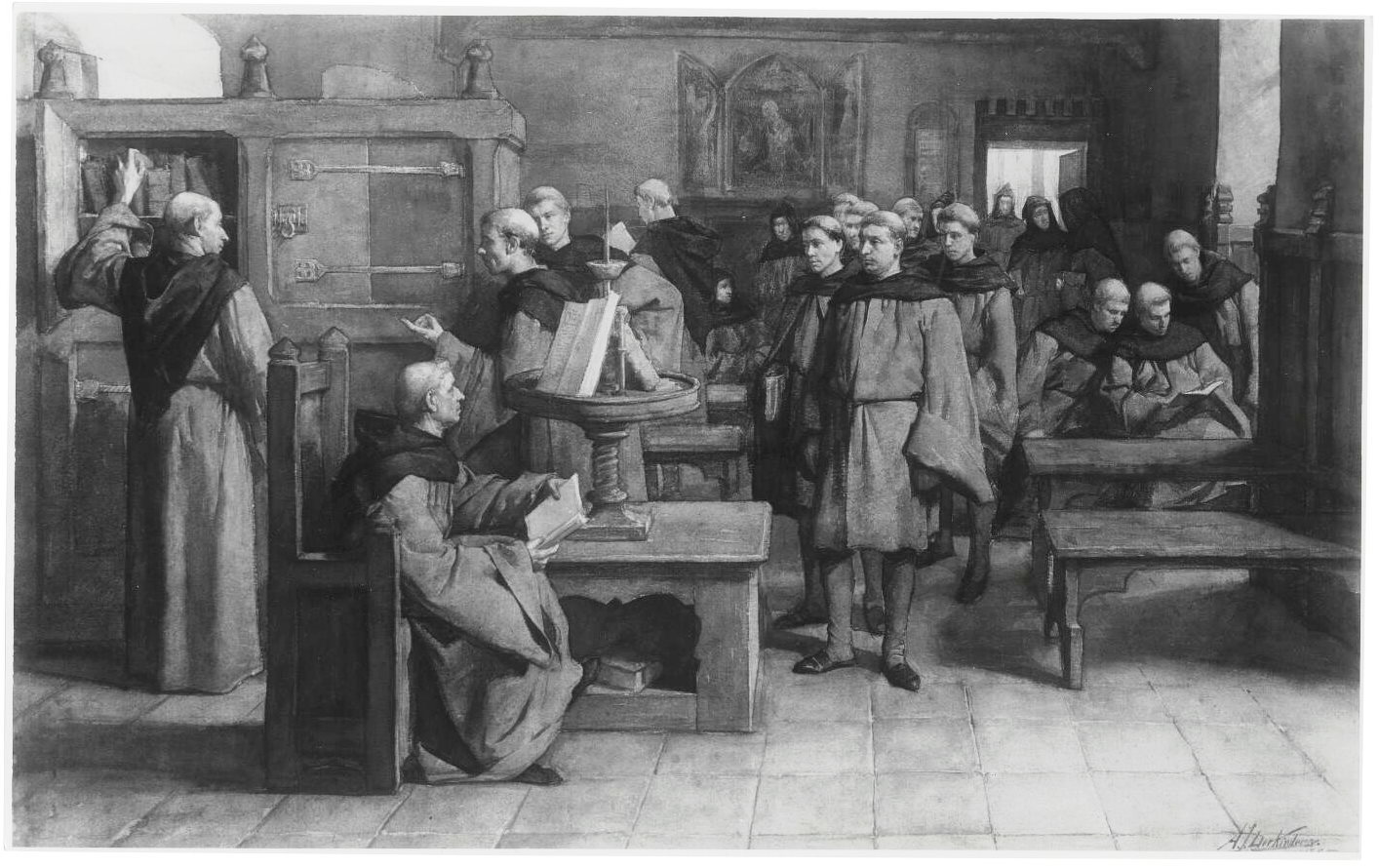
Geromantiseerde weergave van Geert Grote met zijn volgelingen. (Aquarel 1885, Antoon Derkinderen)

In de kerk van die dagen heersten corruptie en machtsmisbruik, wat veelal leidde tot een groot verschil in welvaart tussen de ongeletterde bevolking enerzijds en de goed opgeleide geestelijken anderzijds, maar ook tussen de dienaren van de kerk onderling. Ook in de Latijnse School was sprake van frauduleuze praktijken. Grote ageerde tegen scholasters die hun aanstelling enkel als bron van inkomsten zagen, zonder dat ze ervoor werkten. Toen zijn vriend Willem de Vroede aan Grote bekende dat hij de scholasters had betaald om tot rector benoemd te worden, antwoordde Grote dat het de scholasters kwalijk genomen diende te worden dat zij om geld gevraagd hadden. Grote kwam tegen dergelijke praktijken openlijk in verzet, niet alleen in Deventer en niet alleen tegen simonie, het verhandelen van kerkelijke ambten. Met steun van de bisschop van Utrecht fulmineerde hij in vele Noord-Nederlandse steden tegen de vele wantoestanden in de kerk.
Grote hechtte hierbij veel belang aan boeken. Boeken hadden hem tot de essentie van het christelijke geloof teruggebracht: het evangelie. Deze 'heilbrengende boodschap' vormde voor hem niet alleen de basis voor een eerlijk en gelovig leven, maar ook voor verdediging van dit geloof naar anderen. Boeken waren in die tijd nog handgeschreven en daardoor prijzig en schaars. Na terugkeer uit het klooster Monnikhuizen, dat een bibliotheek bezat, reisde hij samen met Johannes Cele af naar Parijs. Daar schafte hij diverse boeken aan, die de basis zouden vormen voor de boekencollectie van de broederschap die na het overlijden van Grote werd opgericht. Via vrienden breidde Grote de collectie uit, en ook door het kopiëren van boeken. Hij liet hiervoor onder meer scholieren van de Latijnse School tegen betaling als kopiist werken, waarbij hij ook persoonlijke gesprekken met hen voerde. De leerlingen verdienden daarmee niet alleen geld, maar leerden bij uit de boeken die ze overschreven en uit de gesprekken met Grote. Binnen de broederschappen werd het kopiëren door scholieren doorgezet, en met de verkoop van de boeken werd de hulp aan arme scholieren financieel mogelijk gemaakt.

##### Onderwijsvernieuwingen
Geert Grote zag het grote belang van een goede schoolrector. Dit blijkt vooral uit zijn vriendschappelijke briefwisseling met Willem de Vroede, die tot 1381 rector van de Latijnse School in Deventer was. Ook uit de vriendschap met Cele, waarin beiden elkaar via brieven van allerlei advies voorzagen, blijkt dit besef. Cele voerde als rector aan de school in Zwolle vanaf 1375 diverse onderwijsvernieuwingen door. Of Grote inhoudelijk bij de onderwijsvernieuwingen betrokken is geweest, is niet vast te stellen. De brieven geven vooral blijk van Grotes respect en waardering voor Celes werk. Toen Cele rond 1380 het idee opvatte om zich bij een Franciscanenklooster aan te sluiten, wist Grote hem hiervan te weerhouden. Enkele jaren later overwoog Cele om in Praag verder te gaan studeren, waarop Grote zich intensief in de zoektocht naar een vervangende rector mengde. Hij probeerde met name Vroede zover te krijgen deze vacature op te vullen. Bovendien had Grote connecties met schoolrectoren in andere steden, zoals Wouter van Gierle ('s-Hertogenbosch) en Werner Keynkamp (Kampen).
De veranderingen die Cele in Zwolle doorvoerde waren van grote invloed op het onderwijs in West-Europa. Cele meende dat de leerlingen niets aan geleerdheid hadden als ze er zelf niet beter van werden. Hij voerde onder meer overgangsexamens tussen klassen in en stelde opleidingseisen aan de docenten van de hoogste klassen. Johannes Boom, die vanaf 1385 rector was van de Latijnse School in Deventer, heeft deze vernieuwingen in zijn school ook doorgevoerd.

#### Broederschap

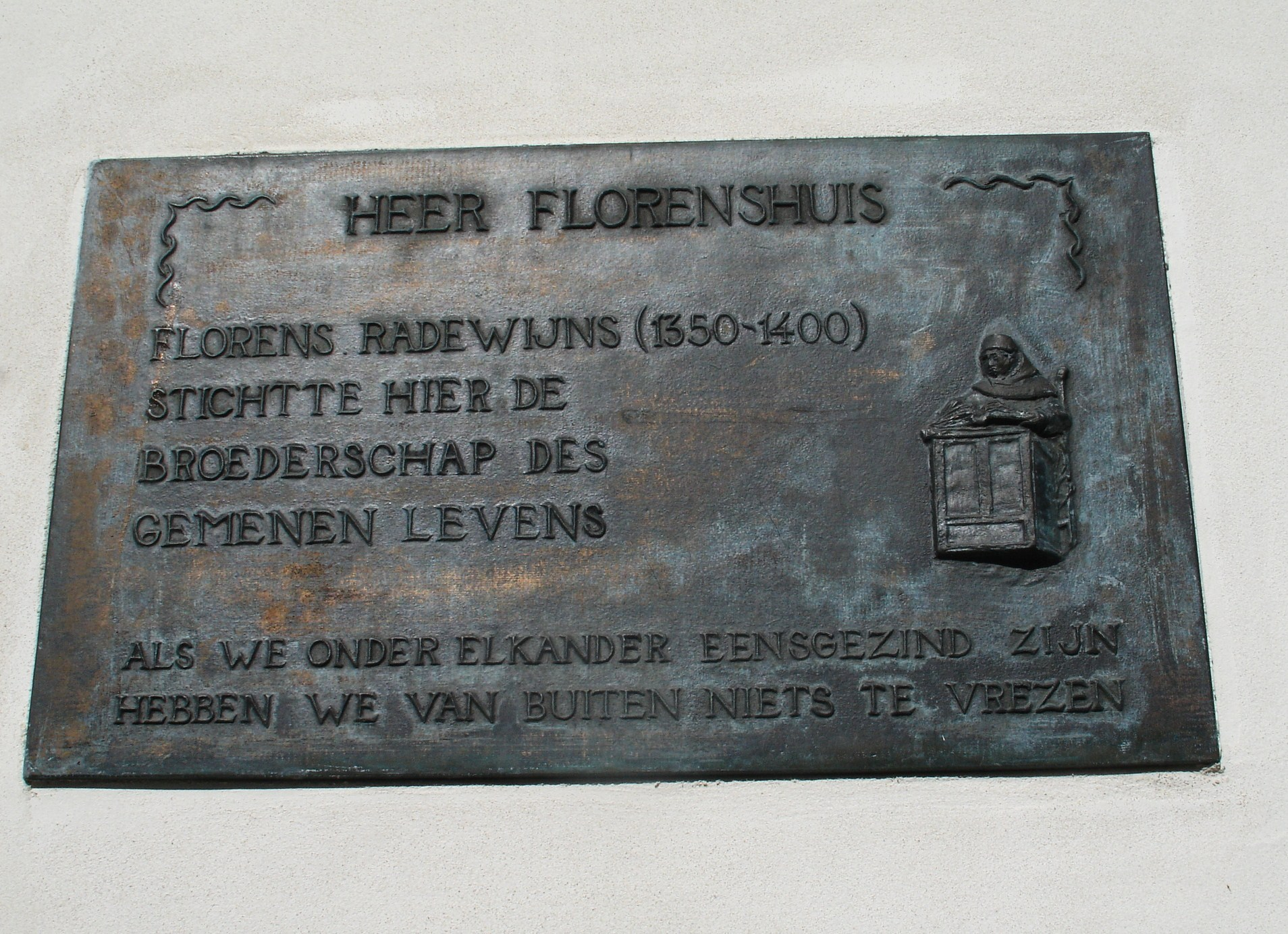
Inscriptie in het Florenshuis aan de Engestraat, op de hoek met de Stromarkt.

Diverse leerlingen van de school vonden onderdak en (geestelijke) opvoeding bij de Broeders van het Gemene Leven, die zich voornamelijk toelegden op het geloof en zorgverlening aan de hulpbehoevende bevolking. In de eerste 80 jaar van deze gemeenschap hadden de broeders vermoedelijk nog geen directe band met de school, omdat ze zich volledig toelegden op het geloof en de broederschap. Florens Radewijns beschikte als vicaris van de Lebuinuskerk over de vicariewoning in de Engestraat tegenover de Nieuwstraat, waarin omstreeks 1381 het Florenshuis (Rijke Fraterhuis) werd gevestigd. In 1391 verhuisde de broederschap, waarna het huis werd ingericht als convict waarin twintig scholieren van de Latijnse School hulp kregen bij hun huiswerk.
Ook veel Deventenaren waren bereid leerlingen in huis op te nemen, veelal onder toeziend oog van de broederschap. Aan het eind van de 14e eeuw werden volgens broeder en geschiedschrijver Rudolf Dier van Muiden in vrijwel elk huishouden een of meerdere leerlingen ondergebracht, soms betaald en soms gratis als godsdienstige plicht. Scholieren uit de hele stad kwamen op zondagavond in het Florenshuis om een collatie, een samenkomst met toespraak, bij de broeders bij te wonen. Later openden de broeders het Arme Fraterhuis (onder meer bekend als Domus Pauperum) voor armere scholieren, gelegen ter hoogte van de latere Spinhuissteeg. Dit gebouw zou lange tijd onderdak bieden aan scholieren, later als onderdeel van een regeling waarbij jongens uit arme Deventer gezinnen op last van het stadsbestuur gratis les konden krijgen van de rector aan de Latijnse School.

##### Perspectief voor scholieren
Voor de leerlingen gaf aansluiting bij een broederschap een nieuw perspectief. Voorheen konden zij na afronding van (minimaal) de derde klas doorstuderen aan een universiteit, een functie bekleden als griffier in de kerk, de rechtspraak of het stadsbestuur, aan de slag in een geestelijke functie waarbij klerikale vaardigheden benodigd waren, of zich aansluiten bij een (klooster)orde. Voor de universiteit was geld nodig, een bestuurlijke baan werd veelal via connecties vergeven, en bij een klooster werd men geacht geloften voor het leven af te leggen. De broeders waren voor het voortbestaan en oprichting van nieuwe broederschappen sterk afhankelijk van aanwas uit de Latijnse School. Deelname aan de broederschap was laagdrempelig, connecties waren niet vereist en het was bovendien vrijblijvend. De meeste leerlingen die zich bij de broeders aansloten waren vermoedelijk arm en voor hen was aansluiting aantrekkelijk. De Deventenaar Gozewijn Comhaer en een vriend, die waarschijnlijk ook leerling waren geweest aan de Deventer school, werden zelfs geweigerd bij het klooster te Windesheim omdat zij uit welgestelde families kwamen.
Niet alle leerlingen waren even serieus met hun toekomst bezig. Gerard Zerbolt van Zutphen, die zijn scholing in het eind van de 14e eeuw kreeg, wordt door À Kempis in zijn biografie beschreven als een toegewijde leerling tussen jolige jongens die een hekel hadden aan school en de kerk het liefst vermeden. De Latijnse School telde rond die tijd zo'n 600 leerlingen. In 1436 wordt melding gemaakt van 1000 schoolgangers.

#### Thomas a Kempis

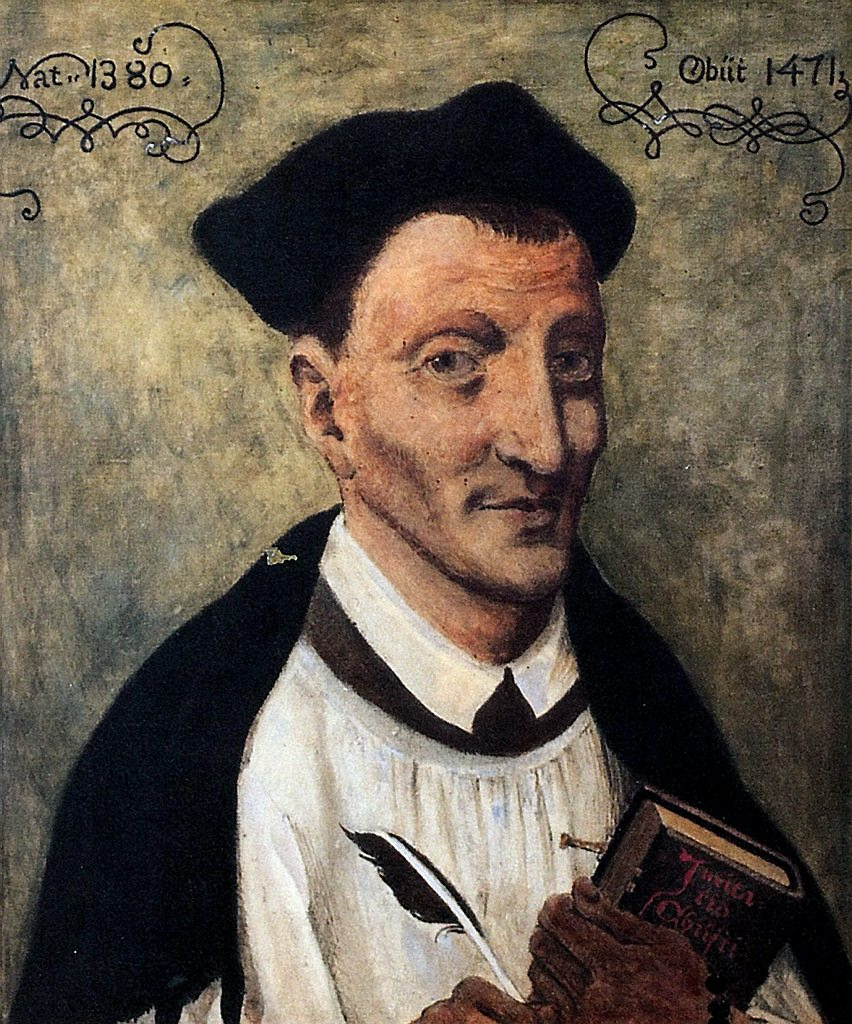
Thomas a Kempis was leerling (1392-1399), woonde in het Arme Fraterhuis van Florens Radewijns en werd lid van de Moderne Devotie.

De Latijnse School had in deze tijd aantrekkingskracht in een relatief grote regio, maar zou tot ver in de 16e eeuw vooral gericht blijven op het huidige Duitsland. Zo kwam in 1392 Thomas a Kempis vanuit Kempen naar de school, waar zijn broer Johannes en diverse andere jongens uit die stad hem waren voorgegaan. Van deze tijd is het bekend dat de school twee weinig voorkomende kopklassen had, de secunda en prima, die À Kempis mogelijk ook heeft doorlopen. À Kempis had veel ontzag voor Floris Radewijns, die regelde dat hij onderdak kreeg in het huis van een godsdienstige vrouw. Later nam Radewijns hem als clericus op in het Arme Fraterhuis en betaalde hij zijn studiegeld. Hier werd À Kempis voorbereid op het geestelijk leven en werd zijn levensvisie duidelijk gevormd. Hij bleef tot 1399 leerling en deed vervolgens, opnieuw in navolging van zijn broer, in het Klooster Sint-Agnietenberg bij Zwolle als novicius zijn intrede. Thomas a Kempis was daar vermoedelijk de schrijver van De imitatione Christi, dat een wereldberoemde levensgids voor een zuiver christelijk leven zou worden. Samen met onder meer biografieën over Geert Grote en Florens Radewijns en een kroniek over het Agnietenklooster, liet A Kempis hiermee een schat aan informatie achter over de beginperiode van de Moderne Devotie.

##### Oprichting nieuwe broederschappen
Vanuit Deventer werden nieuwe broederschappen opgericht in onder meer Amersfoort (1395) en Zwolle (1396). In 1398 heerste een grote pestepidemie in Deventer, waarvoor een groot gedeelte van de Deventer broeders een halfjaar uitweek naar Amersfoort, waar ze onderdak kregen bij de broeders aldaar. Na terugkeer bezocht een aantal van hen een tijdlang de Latijnse School om de verloren tijd in te halen. De broeders probeerden de leerlingen te winnen voor de Moderne Devotie en leidden ze ook zelf op om nieuwe broederschappen op te richten. In 1423 verscheen het boek Gnotosolitos parvus van Arnold Gheyloven, een inkorting van het Gnotosolitos magnus, waarin de schrijver zich in het bijzonder richtte tot de jonge mannen die in Deventer en Leuven studeerden. Vermoedelijk werden met de jonge mannen in Deventer de jongens in het Arme Fraterhuis bedoeld. De Latijnse scholen in Deventer en Zwolle bleken bijzonder belangrijk voor de toekomst van de fraterhuizen: bijna alle broeders in die steden waren leerlingen die zich aangesloten hadden. Van hieruit richtten de broeders decennialang in andere steden nieuwe broederschappen op. Kort na 1400 waren vanuit Deventer in zeven andere steden broederhuizen opgericht, en meer dan een halve eeuw later stichtten veertien oud-leerlingen van de Deventer school de broederschap in Emmerik (1467).

#### Beurzen en bedelkunst

##### Studiebeurzen in andere steden
De blijvende verbondenheid van de school met de kapittelkerk leverde de scholieren bijzondere mogelijkheden. Proosten die prebenden ontvingen van de Lebuinuskerk leverden als dank onder meer beurzen in andere steden. Proost Nicolaas Capocci (?–1368) stichtte in 1362 een school voor veertig leerlingen in Perugia, die later bekend kwam te staan als Sapienza Vecchia. Het kapittel van Deventer mocht een leerling er gedurende zes jaar canoniek recht laten studeren, kost en inwoning inbegrepen. Hermann Dwerg (1380–1430), die eveneens proost van de Lebuinuskerk was geweest, nam in zijn testament op dat met het bedrag dat hij naliet een college opgericht moest worden in zijn geboortestad Herford. Daar konden twaalf jongens in de leeftijd van tien tot veertien jaar met een studiebeurs wonen en les krijgen, waarvan twee plaatsen specifiek bestemd waren voor jongens uit Deventer. Zij hadden vervolgens de mogelijkheid in een vergelijkbare setting met een stipendium door te studeren aan de Universiteit van Keulen. Met deze erflating zette Dwerg een traditie in gang van curialen die een gasthuis stichtten in of nabij hun geboorteplaats.

##### Bursa Cusana

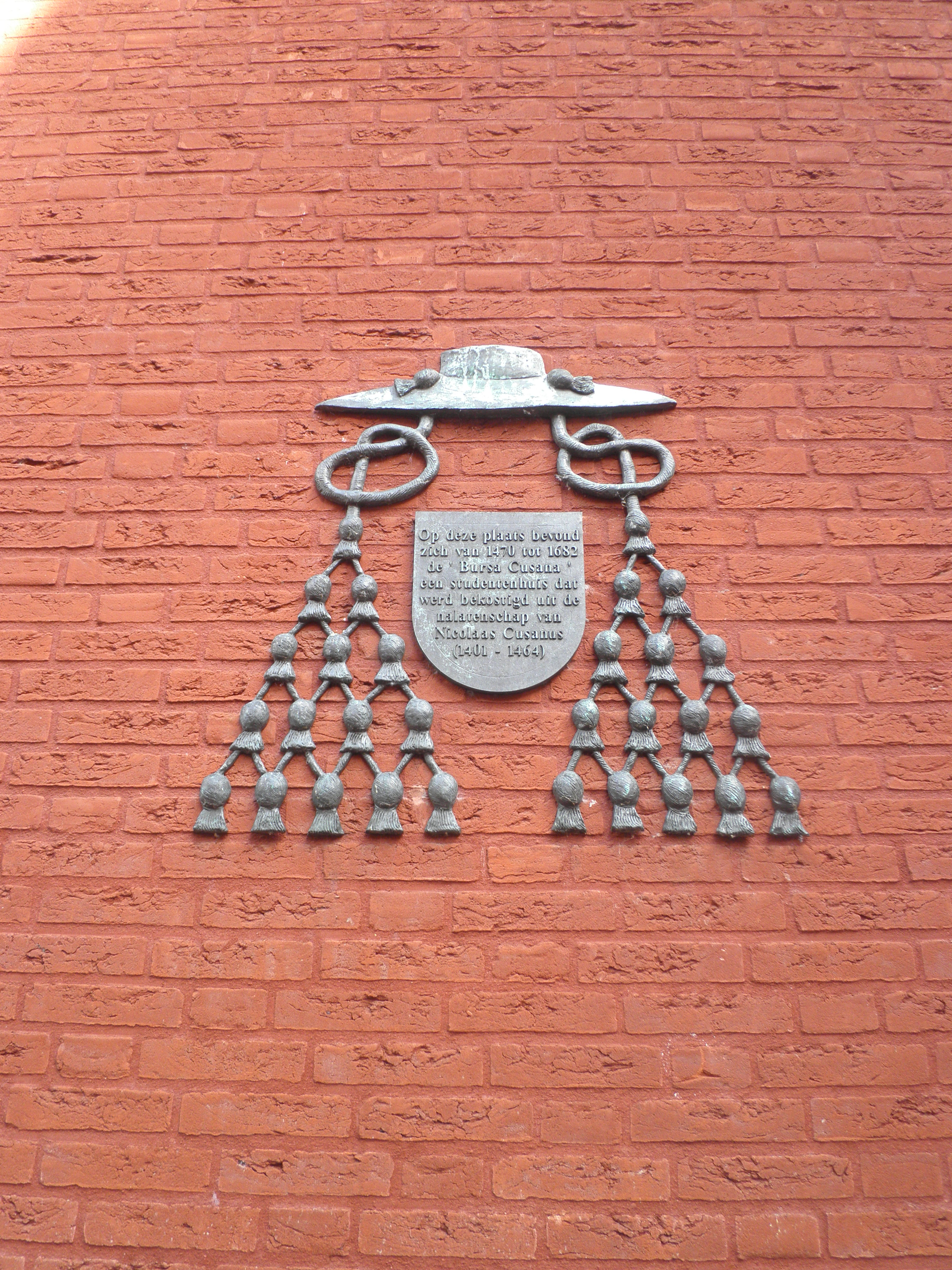
Gedenkteken ter herinnering aan de Bursa Cusana in de Bursestraat.

Belangrijker voor de school was de oprichting van de Bursa Cusana, een beurs in Deventer zelf, die voortkwam uit de nalatenschap van kardinaal Nicolaas van Cusa. Van Cusa had net als Dwerg aan de Romeinse Curie gewerkt. In 1469 ontving de stad Deventer een schenking van 4800 Rijnse gulden voor het oprichten van het stipendium, en 200 gulden voor de aankoop van passende huisvesting voor de begunstigde scholieren. In 1470 werd het stipendium opgericht, onder toezicht van de rector van het door Van Cusa opgerichte St. Nikolaus-Hospital in Kues, de geboortestad van de kardinaal. Van Cusa had in zijn testament niet bepaald in welke stad het stipendium moest worden opgericht. Het is niet met zekerheid bekend wat daarvan de reden is. Voor de latere aanname dat Van Cusa zelf aan de Latijnse School had gestudeerd en de beurs als dank aan de stad werd teruggegeven, bestaat geen bewijs. Vermoedelijk zijn de visitatoren van het St. Nikolaus-Hospital na de dood van Van Cusa uiteindelijk verantwoordelijk geweest voor de keuze voor Deventer.
De Bursa Cusana bood twintig leerlingen van de Latijnse School onderdak en maaltijden. Het huis voor de studenten was gelegen aan de steeg van de Assenstraat uitkomend op de Polstraat, die later de Bursestraat zou gaan heten. De jongens waren minimaal twaalf jaar oud en stonden onder toezicht van een eigen huismeester (rector). De helft van hen was afkomstig uit Kues en omgeving, drie uit Deventer zelf en de rest uit steden waar Van Cusa prebenden had ontvangen. In de begindagen had elke leerling een eigen kamer, waarnaast er nog voldoende ruimte was om het personeel onder te brengen.

##### Bedelend bestaan
Scholieren van de Latijnse School konden voor onderdak terecht bij Broeders voor het Gemene Leven en de Bursa Cusana, en ook bij diverse gastgezinnen. Sommige leerlingen betaalden voor hun verblijf, voor armere jongens was de inwoning en soms zelfs een maaltijd gratis. Omdat veel inwoners van Deventer echter zelf ook niet ruim bedeeld waren, konden ze niet de volledige zorg voor de scholieren dragen. De bevolking in Deventer was volgens de beschrijvingen van leerlingen evenwel bijzonder gastvrij en uitdelend richting armen en leerlingen, en het was voor hen ook niet ongebruikelijk om te bedelen. In 1476 schreef Arnold Heymerick, oud-leerling van de school en later kanunnik van de Lebuinuskerk en deken van Santen, dat de straten van Deventer stonken als gevolg van de aanwezigheid van het 'ontelbaar' aantal scholieren.
In 1482 schreef Heymerick een brief aan zijn neef Johannes Start, die leerling was van de Latijnse School en om een geldelijke bijdrage had gevraagd. In de brief beschrijft Heymerick de positieve invloed van een bedelend bestaan op de persoonlijke ontwikkeling, alsook tips en waarschuwingen voor het bedelen. Daarbij blikt hij terug op zijn eigen schooltijd waarin hij bij bakkers en bierbrouwers had gebedeld en vaak bij de Broeders van het Gemene Leven had gegeten. Ook Johann Winter von Andernach (1505–1574) zou in de eerste helft van de 16e eeuw nog moeten bedelen om aan brood te komen.

### Tweede bloeiperiode

#### Alexander Hegius

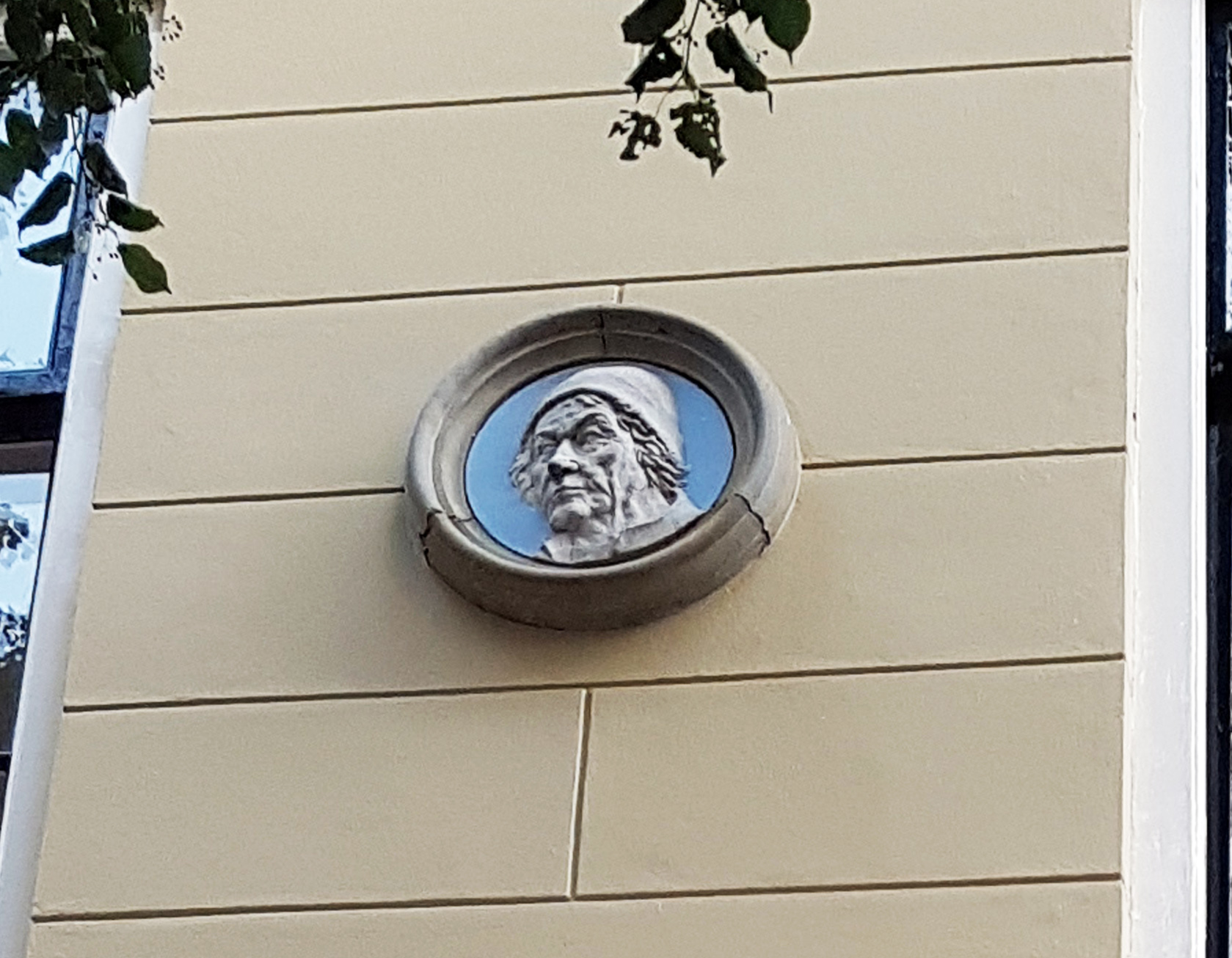
Fantasieportret van Alexander Hegius.

Tijdens het rectoraat van de onderwijsvernieuwer Alexander Hegius, dat duurde van 1483 tot 1498, begon de grootste bloeiperiode van de Latijnse School. Waar de school eerst aan het begin van die Moderne Devotie had gestaan, werd deze nu een van de kweekvijvers van het humanistisch onderwijs op Nederlandse en West-Duitse scholen. Hegius was vanaf 1469 rector geweest aan de Latijnse school in Wesel en vanaf 1474 te Emmerik. In laatstgenoemde stad was hij bevriend geraakt met de enkele jaren jongere Rudolf Agricola, die hem in aanraking bracht met het humanistisch gedachtegoed. Ook verbeterde Agricola het Latijn van Hegius en leerde hij hem Grieks. Hegius was eveneens beïnvloed door de Moderne Devotie; in elke plaats waar hij leerling of rector is geweest was een broederschap actief.
Hegius vond in Deventer onderdak bij drukker Richard Pafraet. De school was succesvol, maar was kort voor Hegius' komst zwaar getroffen door een pestuitbraak. Agricola schreef Hegius in oktober 1483, kort na diens aanstelling:
Het gevolg hiervan is dat jij onvermijdelijk een school aantreft met weinig leerlingen, die vrijwel verlaten is, laat staan dat ze beroemd zou zijn en aan je verwachtingen zou voldoen.
Als je, wie je ook bent, wil argumenteren, leer Grieks.

Als je, wie je ook bent, de welsprekendheid wil leren, leer Grieks.

Als je, wie je ook bent, wiskunde wil leren, leer Grieks.

Als je gewonnen bent voor de geneeskunde, leer Grieks.

Hegius wilde het onderwijs onder zijn rectoraat een nieuwe koers laten varen. Hij zag allereerst het belang van het Grieks en introduceerde die taal direct in 1483, als eerste in Noord-Europa, op het lesrooster van de school. Johannes Sinthen, die de lessen Grieks gaf, is de eerste Moderne Devoot waarvan bekend is dat hij aan de Latijnse School lesgaf. Meester Sander, zoals Alexander Hegius werd genoemd, schreef zelf in het Latijn een gedicht over het belang van het Grieks. Ook voerde hij het gebruik in van korte toelichtingen in de volkstaal (Middelnederlands) in de Latijnse tekstboeken voor beginnelingen, en mochten leerlingen notities maken. Uit zijn werken Farrago en Invectiva blijken Hegius' vernieuwingsdrang en beginnend humanistisch gedachtegoed. Ook schreef hij diverse Latijnse gedichten. De kwaliteit van de poëzie wordt bij beoordeling sinds de 20e eeuw over het algemeen niet heel hoog gewaardeerd, maar Hegius schreef waarschijnlijk ook grotendeels alleen voor de lessen. Het gebruik van poëzie in de school heeft vermoedelijk invloed gehad op de latere traditie van Latijnse schoolverzen in bijvoorbeeld Amsterdam, de Carmina scholastica.
Hegius behoorde net als Agricola tot de Aduarder Kring die in de Abdij van Aduard samenkwam. Ook Johannes Oostendorp, kanunnik in de Lebuinuskerk en leraar aan de Latijnse School, maakte deel uit van het gezelschap, net als Rudolf van Langen, kanunnik van de Dom van Münster. Von Langen en Hegius waren goed bevriend, en Von Langen stuurde diverse studenten uit Münster naar de Latijnse School in Deventer. Zelf hervormde hij vervolgens de domschool van Münster, het latere Gymnasium Paulinum, naar voorbeeld van de Deventer school. Hij probeerde hiervoor zelfs Hegius als rector aan te trekken. Dat vond echter geen doorgang, ofwel doordat de Münster kanunniken het tegenhielden vanwege Hegius' opvattingen met betrekking tot studieboeken, ofwel omdat Hegius bedankte vanwege zijn hoge leeftijd en zijn juist verkregen rang als priester.

#### Desiderius Erasmus

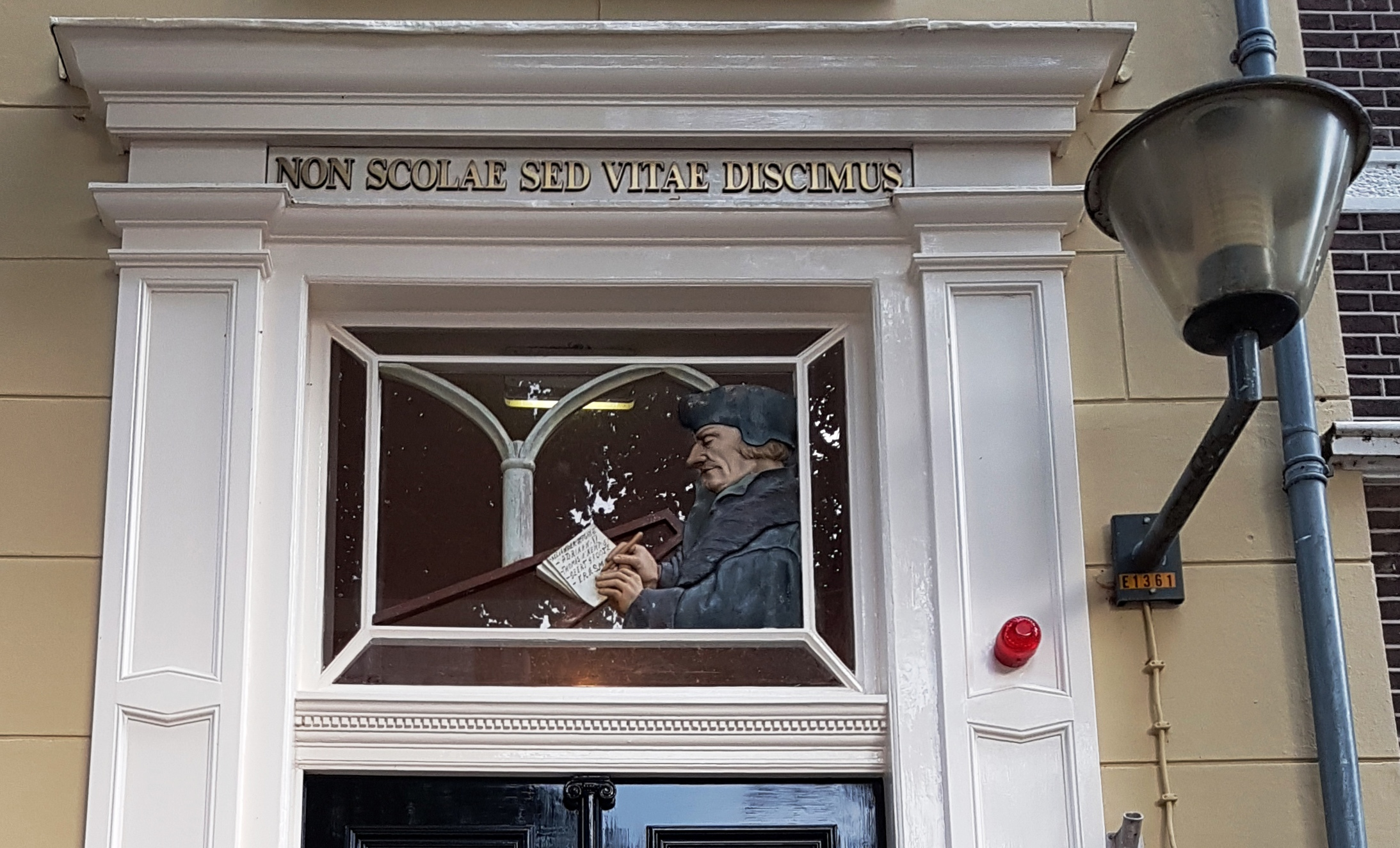
Desiderius Erasmus was leerling (1478–1484), de laatste jaren onder Alexander Hegius. Dit snijwerk met zijn afbeelding erop bevindt zich sinds 1992 in het bovenraam van de Latijnse School.

Desiderius Erasmus studeerde vanaf 1478 aan de Latijnse School, en maakte de aanstelling van Hegius en de veranderingen zodoende mee. Hij was aanvankelijk kritisch over de school, maar schreef later positief over de toenemende humanistische aanpak op de school die hij toeschreef aan Hegius en Johannes Sinthen, de docent Grieks. Na volgens eigen zeggen jaren barbaars, oftewel onderontwikkeld, onderwijs te hebben gehad – bestaand uit herhaling van het Onze Vader, eindeloos grammatica stampen en voorlezing van middeleeuwse Latijnse letteren – kwam hij via oudere leerlingen die de lessen van Sinthen volgden voor het eerst in aanraking met andere denkwijzen. Later kreeg hij af en toe ook van Hegius zelf les, op speciale dagen als de rector voor alle scholieren optrad.
Agricola bezocht Hegius in 1484, en volgens verschillende geschiedschrijvers, zoals David Chyträus in De Laudibus Westphalia, kwamen hem de proefwerken van de leerlingen onder ogen. Hij zou onder de indruk zijn geweest, in het bijzonder van het werk van Erasmus. Nadat Erasmus zich bekend had gemaakt, zou Agricola hem voorspeld hebben beroemd te worden. Dit verhaal werd door de jaren heen steeds verder uitgebreid, en vergelijkbare anekdotes verschenen over de oud-leerlingen Johannes Murmellius en Hermann von dem Busche. Hoewel deze gebeurtenis vaak wordt aangehaald, wordt deze als legende beschouwd en wordt een directe ontmoeting tussen Erasmus en Agricola betwist.
Hegius schreef in december 1484 aan Agricola:
Ik heb nu mijn school vol. Van de zomer was zij een beetje minder bezet. Want de pest, die mij toen meer dan twintig van mijn leerlingen ontnam, dreef velen weg en weerhield sommigen er waarschijnlijk van hierheen te komen.
Ook Erasmus' moeder was die zomer overleden aan de ziekte en nadien ook zijn andere huisgenoten. Daarop was hij 'naar zijn land van herkomst' vertrokken, vermoedelijk naar Gouda, waarna hij aan de Latijnse school in 's-Hertogenbosch zijn schoolperiode voortzette. Hoewel Erasmus naar eigen zeggen maar enkele keren les had gehad van Hegius, en Agricola eenmaal in Deventer had gezien, noemde hij zichzelf later in zijn Adagia een zoon van Hegius en een kleinzoon van Agricola. Agricola overleed in 1485. Hoewel Erasmus het zelf niet meer zal hebben meegemaakt, schreef hij dat Hegius het droevige nieuws huilend aan de leerlingen vertelde.
Erasmus voerde later met een groot aantal humanisten briefwisselingen, waaronder ook diverse schoolgenoten uit Deventer. Onder hen bevond zich Willem Hermans, een van zijn beste vrienden.

#### Boekdrukkunst

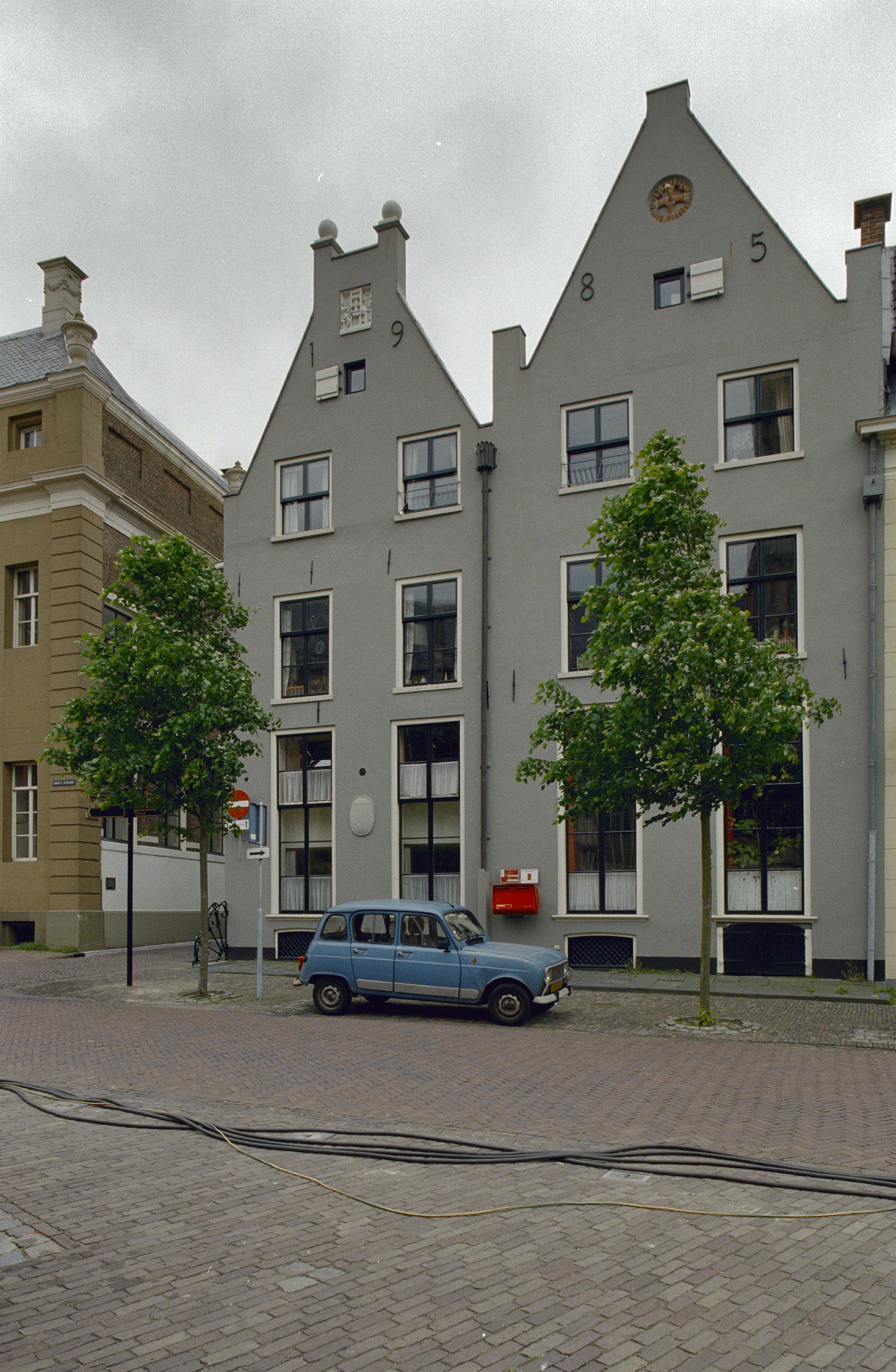
Jacob van Breda vestigde zich in 1485 als drukker op de hoek Grote Kerkhof - Polstraat, tussen de Latijnse School en het Stadhuis. In hetzelfde pand was eerder al een schrijfmeester gehuisvest geweest. (Foto 1997, gerestaureerde gevel uit 1985)

Dat Alexander Hegius het onderwijs in korte tijd zo'n vernieuwing kon geven, was voor een groot deel te danken aan de opkomst van de boekdrukkunst. In 1457 had zich in de Engestraat al een boekhandelaar bevonden, genaamd Wolter de Hoge, die onder meer schoolgrammatica's verkocht. In 1477, zes jaar voor Hegius' komst in Deventer, had de Keulenaar Richard Pafraet zich als drukker in de Lange Bisschopstraat gevestigd. Hegius nam in 1483 bij hem zijn intrek. In dat jaar kwam ook Jacob van Breda in Deventer wonen. Hij opende twee jaar later aan het Grote Kerkhof een drukkerij, slechts een pand verwijderd van de Latijnse School. In datzelfde pand had tussen 1432 en 1449 schrijfmeester Herman die Schriver leerlingen, buiten schooltijd om, schrijfles gegeven. De drukkers namen in feite de rol van de Broeders van het Gemene leven over, voor wie het kopiëren van boeken lange tijd de voornaamste inkomstenbron was geweest. De broeders gingen wel contact aan met de drukkers, bij wie ze onder meer Devota Exercitia (1492) van oud-leerling Dirk Hermansz van Herxen lieten drukken.
De drukkers speelden een grote rol door werken te drukken van klassieke Latijnse en Griekse schrijvers. Een van de opvallende werken die Pafraet drukte, was Conjugationes verborum graecae davantriae noviter extremo labore collectae et impressae, dat vermoedelijk het oudste Griekstalige drukwerk van boven de Alpen is. Het exacte uitgiftejaar is niet bekend, maar vermoedelijk is het in de beginjaren van het rectoraat van Hegius, met de introductie van het Grieks, gedrukt.
Agricola liet, toen hij in april 1484 Hegius bezocht, bij Pafraet 10 pagina's van het gedicht Anne Matter (proef-)drukken. Ook liet hij in het Latijn vertaalde werken achter die Pafraet in 1484 en 1485 drukte, waaronder een aan Plato toegeschreven geschrift. Hegius gebruikte ze vervolgens in de school als lesmateriaal.

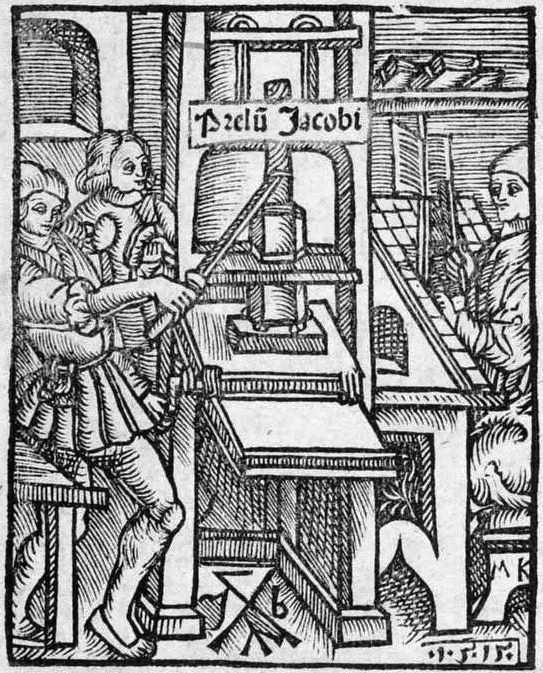
Tweede drukkersmerk van Jacob van Breda (1515), gebaseerd op het drukkersmerk van de Parijse drukker Jodocus Badius.

Tussen 1483 en 1511 werden drieënveertig versies van Doctrinale puerorum gedrukt, dat onder meer door Johannes Sinthen werd gebruikt. Dit was een veelgebruikt Latijns grammaticaboek van de hand van Alexander of Villedieu, dat als lesboek vooralsnog als compleet en foutloos werd beschouwd, maar door humanisten bekritiseerd begon te worden. Sinthen paste het werk voor het eerst enigszins aan en voorzag het van commentaar. Het trok de aandacht en een groot aantal Duitse scholen ging de versie van Sinthen ook gebruiken. Daarnaast werden er klassieke werken van Cicero, Terentius en Aesopus gedrukt.
Voor 1500 was van de gedrukte boeken in de Nederlanden meer dan een kwart afkomstig uit Deventer. Dankzij de twee drukkers werden in deze decennia in Deventer meer klassieke werken gedrukt dan in drukkerscentrum Parijs. Jacob van Breda legde zich voornamelijk toe op schoolboeken, wat Pafraet vanaf 1488 na een korte pauze ook ging doen. Pafraet had daarvóór ook diverse grotere werken gedrukt. De schoolboeken waren voor een belangrijk deel bestemd voor de Latijnse School in Deventer, maar werden ook gebruikt door andere scholen in de Lage Landen en zelfs daarbuiten.

#### Johannes Butzbach
Veel informatie over de situatie aan de Latijnse School rond het einde van de 15e eeuw is overgeleverd via de autobiografie van Johannes Butzbach, een van de jongeren die vanuit Duitsland naar Deventer afreisden om er aan de Latijnse School te worden onderwezen. In zijn levensbeschrijving vermeldt Butzbach dat hij op jeugdige leeftijd – vermoedelijk op zijn elfde – werd toevertrouwd aan de zorgen van een oudere student die hem bij zijn studie zou begeleiden. Met hem trok Butzbach jarenlang van stad naar stad, waar ze zich aanmeldden bij de plaatselijke Latijnse school. Na zes jaar brak hij zijn studie zonder veel resultaat af en volgde een opleiding tot kleermaker, waarna hij als lekenbroeder intrad in het klooster te Johannisberg in de Rheingau. Geleidelijk groeide daar in hem het verlangen om zijn studie weer op te pakken teneinde monnik te kunnen worden. Jonge medebroeders adviseerden hem naar Deventer te gaan, en een oudere monnik zorgde voor een aanbevelingsbrief. Butzbach kwam vermoedelijk in 1497 aan in Deventer. Als gevolg van kou en honger staakte hij na korte tijd zijn scholing en verliet de stad.
Na een korte terugkeer in Johannisberg begon Butzbach in 1498 opnieuw het onderricht aan de Latijnse School te volgen. Uit zijn boek blijkt dat hij tijdens zijn schooltijd geteisterd werd door ziekte en andere tegenslagen waardoor hij meermalen overwoog opnieuw te stoppen. Uit zijn beschrijving van de Latijnse School blijkt dat niet alle studenten uit waren op het vermeerderen van kennis. Zo waren er bijvoorbeeld ook scholieren die de school gebruikten als toevluchtsoord om te voorkomen dat ze gestraft zouden worden voor deelname aan de mislukte belegering van een stad. Er zouden destijds volgens Butzbach meer dan tweeduizend scholieren aan de school gestudeerd hebben, wat echter onwaarschijnlijk wordt geacht. Butzbach beschrijft dat studenten die aanspraak wilden maken op een plaats in het Arme Fraterhuis, minimaal in de vijfde klas moesten zitten en als doel dienden te hebben monnik te worden. De handelsstad Deventer genoot volgens hem in die tijd net zo veel bekendheid dankzij de Latijnse School met Alexander Hegius, als vanwege de grote jaarmarkten. Het was naar zijn mening een van de ongezondste plekken om te leven.
Uit deze tijd is tevens een scola clericorum bekend, die specifiek opleidde voor een functie als geestelijke. Deze kennisinstelling werd door de Broeders van het Gemene Leven beheerd. Vermoedelijk doelde Butzbach op deze school toen hij een publiek toegankelijke zolder in het Arme Fraterhuis omschreef, waar Johannes Sinthen tevens onderwees. Deze bijschool die los van het kapittel opereerde, was met toestemming van het stadsbestuur opgericht. Het kapittel protesteerde tegen de school vanwege concurrentie met de Latijnse School. In 1534 werd de scola na scheidsrechterlijke uitspraak op last van de stadhouder en de staten gesloten. Nog later vatte Aegidius de Monte, de bisschop van Deventer, het plan op om op dezelfde plek, in het Arme Fraterhuis, het seminarie voor het Deventer bisdom onder te brengen. Dit plan is niet tot uitvoer gebracht.

#### Periode na Hegius
Hegius overleed in december 1498 in armoede. Hij liet diverse mensen in rouw achter, onder wie een grote groep armen die hij had bijgestaan. Hegius is bekend geworden als humanistische onderwijshervormer, hoewel hij in veel opzichten nog niet zo humanistisch was als zijn volgelingen. Meerdere oud-leerlingen schreven lofdichten op hem, waarbij hij met name geroemd werd om zijn zelfopoffering en zijn inspanningen om jongeren goed onderwijs te geven. Butzbach, die hem slechts vijf maanden heeft meegemaakt, noemde zichzelf in zijn boek Auctarium Hegius' laatste leerling.
Jacobus Faber, oud-leerling en tijdens het rectoraat van Hegius als leraar aan de Deventer school aangesteld, gaf in 1503 met Carmina en Dialogi de werken van Hegius postuum uit bij Pafraet. Cornelius Aurelius, lid van de Goudse kring van humanisten, schreef jaren na zijn schooltijd het gedicht Mariad, dat hij opdroeg aan de leerlingen van de Latijnse School in Deventer. Hij stuurde deze via zijn broer naar Jacobus Faber. Vermoedelijk deed hij dat in de hoop dat Faber het bij Pafraet zou uitgeven, wat echter niet gebeurde.
De reputatie van de school heeft gedurende vele tientallen jaren die van een gewone stedelijke Latijnse school ver overtroffen. Johannes Butzbach schreef enthousiast over het onderwijs dat er werd gegeven, maar vermeldde wel dat hij had vernomen dat het na het overlijden van Hegius aan kwaliteit had ingeboet. Van een snelle, sterke achteruitgang is vermoedelijk geen sprake geweest, aangezien een groot aantal kundige docenten achterbleef. Johannes Oostendorp wordt genoemd als rector die Hegius opvolgde. Hij had altijd welwillend tegenover Hegius' ideeën gestaan.
In 1510 wordt een aantal van zeshonderd scholieren genoemd dat hielp om een aanval van Karel van Gelre op Deventer af te slaan. Viglius van Aytta, die in 1519 aan de school studeerde, repte in zijn levensbeschrijving nog over het bloeiende onderwijs aan de school en halverwege de 16e eeuw schreef de Deventer stadsregering aan de paus over de aanstroom van leerlingen die Latijn en Grieks kwamen leren. In 1529 schreef Johan Philologus in zijn boek Dialogi een tweegesprek tussen een Deventer scholier en een scholier van elders, waaruit nog een hoge (zelf)achting van de school blijkt. Johan Philologus was vermoedelijk een pseudoniem van oud-leerling Johann Winter von Andernach. Contrareformist Franciscus Sonnius schreef halverwege de 16e eeuw over dertienhonderd leerlingen aan de school, en de schrijvers Heribert Rosweyde (1569–1629) en Johannes Isacus Pontanus (1571–1639) noemden de Deventer school Belgii Athenaeum, oftewel het Athenaeum van de Lage Landen.

##### Verspreiding humanistisch onderwijs
Diverse leerlingen uit de tijd dat Hegius rector was hebben humanistisch onderwijs gegeven aan scholen in een groot gebied. Zij hebben het onderwijs vernieuwd in onder meer Dortmund, Groningen, Hamm, Herford, Keulen, Leipzig, Leuven, Marburg, Münster, Wittenberg en Zwolle. Hegius, die middels Rudolf van Langen het rectoraat in Münster aangeboden kreeg, stelde in plaats daarvan een zestal van zijn leerlingen ter benoeming voor. Een van hen was Timann Kemener, die vervolgens in de functie werd benoemd. Oud-leerling Johannes Murmellius had forse kritiek op Kemener, maar leverde onder diens rectoraat ook een belangrijke bijdrage aan het onderwijs in Münster. Van Johannes Caesarius, mogelijk ook een oud-leerling, is het bekend dat hij op dezelfde school eind 1512 niet alleen de schooljongens, maar ook de leraren onderwees.
Murmellius bracht meerdere schoolboeken uit en werd succesvol rector in Alkmaar. Die stad moest hij ontvluchten nadat de Arumer Zwarte Hoop Alkmaar had aangevallen. De vlucht leidde naar Zwolle, waar hij als docent in aanvaring kwam met rector Gerardus Listrius. Het conflict mondde uit in een polemiek, waarop Murmellius weer naar Deventer vertrok waar hij als rector werd aangenomen. Hij overleed binnen een jaar, op slechts 37-jarige leeftijd. Listrius werd er door sommigen van beticht Murmellius uit jaloezie of wraak te hebben vergiftigd. Deze aanklacht, die Von dem Busche in zijn Epicedion (lijkrede) op Murmellius aanhaalt, is echter nooit bewezen. Listrius verdedigde zichzelf met het gedicht Carmen in malas et venenosas linguas.

### Latere tijden

##### Klassiek toneel
Na de intrede van het humanisme kreeg toneelspel in heel West-Europa een centrale rol op de Latijnse scholen. Door middel van de Latijnse toneelstukken leerden de scholieren op een speelse manier de Latijnse taal en maakten ze kennis met de klassieke cultuur. Het spel werd daarmee profaner van aard; voorheen waren op scholen vooral Bijbelse taferelen uitgebeeld. Pafraet drukte in 1490 diverse Latijnse toneelstukken, waaronder Hercules furens van Seneca. In 1498 en 1499 werden toneelspelen opgevoerd op de Deventer kermis. In 1544 werd in de raadszaal van Deventer Seneca's Hercules furens voor het stadsbestuur opgevoerd, waarschijnlijk door leerlingen van de Latijnse School. Dit is het eerste Latijnse toneelspel dat in de Deventer rekeningen wordt genoemd. Vanaf 1546 werd daarin niet meer gesproken van een 'spel', maar van een komedie of tragedie.
Naast klassieke Latijnse stukken werden in de Latijnse scholen veel toneelstukken gespeeld die geschreven waren in het Neolatijn of de volkstaal. In 1552 werd Lazarus door de leerlingen van de Latijnse School opgevoerd, dat vermoedelijk van de hand van de Brabantse Macropedius kwam. In 1581 speelden de scholieren het Middelnederlandse Lazaro und den Rijcken Man (Gelijkenis van de rijke man en Lazarus), waarschijnlijk van Dirk Volkertszoon Coornhert die het het jaar erop zou publiceren. Het staat vast dat de leerlingen van de Latijnse School in de tweede helft van de 16e eeuw minstens negen keer een toneelstuk hebben opgevoerd waarvoor ze een beloning van een à twee pond ontvingen. De magistraat van Deventer gaf in 1596 de rector van de Latijnse School opdracht om met de leerlingen Latijnse toneelstukken op te voeren voordat zij ook 'Duetsche' komedies mochten spelen. Met de komst van de Reformatie zou het gebruik van toneelspelen snel afnemen.

#### Verzet tegen 'ketterij'
In 1535 kwam de leiding over de Latijnse School in handen van Gysbertus Longolius, die later als sympathisant van de Reformatie bekend zou komen te staan. Van hem was twee jaar daarvoor het boek Institutiones dialecticae IV (Logica) in Deventer gedrukt. Ook schreef hij een Lexicon Graecolatinum (Grieks Lexicon), dat eveneens in Deventer werd gedrukt. In 1536 stelde Longolius een nieuwe schoolorde op, die hij waarschijnlijk meenam op een reis naar Straatsburg, voor het aldaar in 1538 opgerichte gymnasium. Een kopie van deze leges bleef daar eeuwenlang bewaard in het Thomaskapittel. Longolius werd gezien als een vriend van de reformator Philipp Melanchthon, die hij vermoedelijk in Straatsburg ontmoet heeft. Hieruit zou geconcludeerd kunnen worden dat er inmiddels sprake was van een verminderende band tussen de school en de Broeders van het Gemene Leven.
Ludolf Helm Pithopoeus, vader van de humanist Lambert Ludolph Helm en tot maart 1535 rector aan de Bursa Cusana, werd in 1544 als rector van de Latijnse School van Amersfoort ontslagen nadat zijn naam in een briefwisseling met Melanchthon was opgedoken. Hierop bood Deventer hem direct de mogelijkheid terug te keren als rector aan de Bursa Cusana. Hij had overigens wel nadrukkelijk beloofd zijn leerlingen geen ketterse ideeën in te zullen prenten.
De ideeën van de Reformatie konden in de Latijnse School nog steeds tegengehouden worden, zij het met moeite. In 1561 werd een docent ontslagen omdat hij boeken had behandeld die als ketters werden beschouwd. Nieuwe, streng godsdienstige schoolregels die opgesteld werden in 1563 moesten bescherming bieden tegen de oprukkende Reformatie. In de tweede helft van de 16e eeuw, ten tijde van de Tachtigjarige Oorlog, stond Deventer nu eens onder bewind van de Staatsen en dan weer van de Spanjaarden. Ook de school ondervond gevolgen van deze wisselingen van wacht. Rector Johannes Noviomagus moest in 1569 de stad ontvluchten omdat hij aanhanger was van de, eveneens gevluchte, gereformeerde predikant Caspar Coolhaes. Nadat Gerardus Rovenius enkele jaren zijn plaats had ingenomen, kwam de school in 1579 onder het rectoraat van Jozua Lagus te staan. Hij had in 1563 vermoedelijk de Nedersaksische (Noord-Duitse) vertaling van de Heidelbergse Catechismus geschreven en daarna – samen met zijn zwager Lambert Ludolph Helm – de Latijnse vertaling. Na een jaar onthief de school hem uit zijn functie.

#### Reformatie

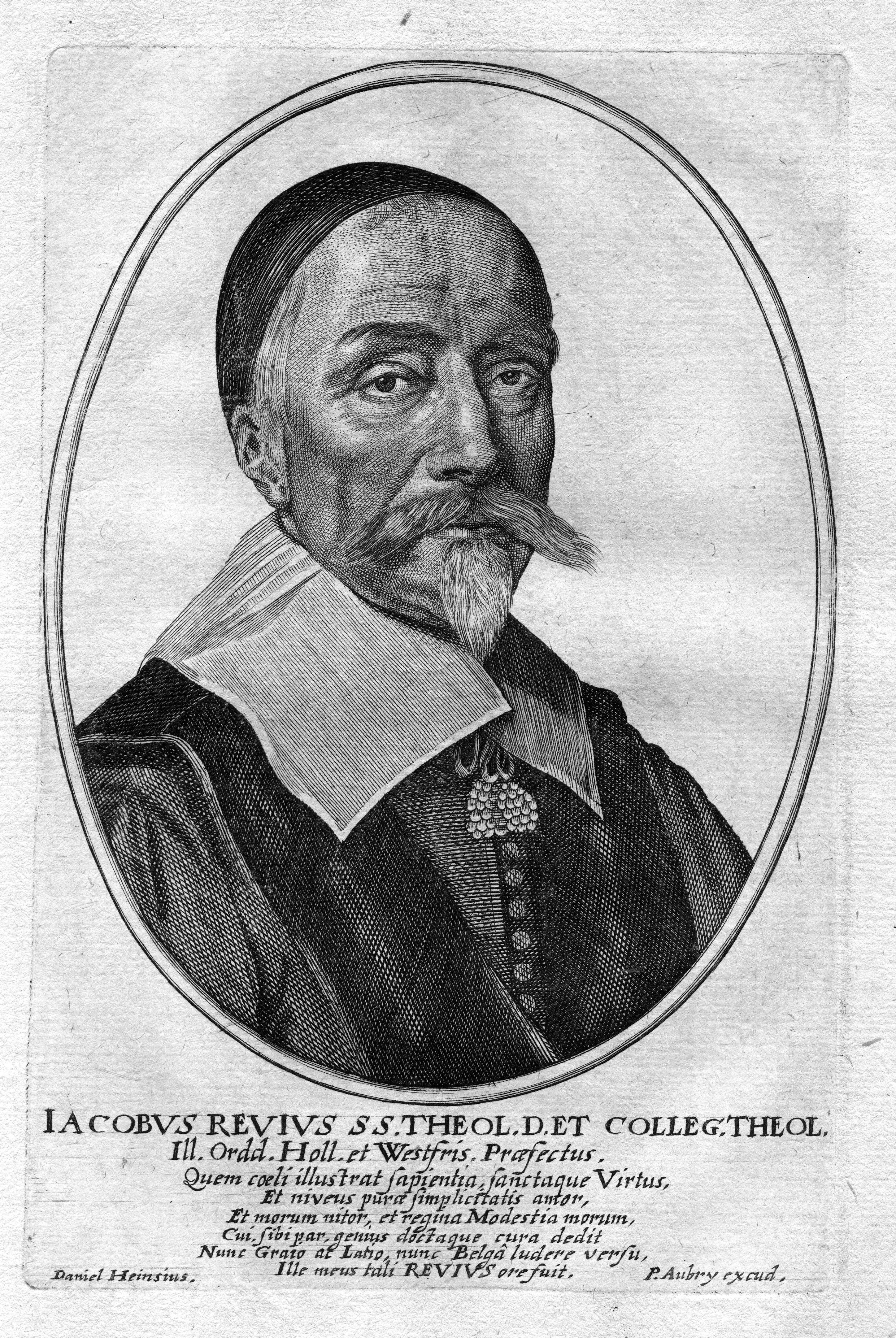
Jacobus Revius stond aan het begin van de reformatie van het onderwijs in Deventer. Hij startte later tevens het Athenaeum Illustre.

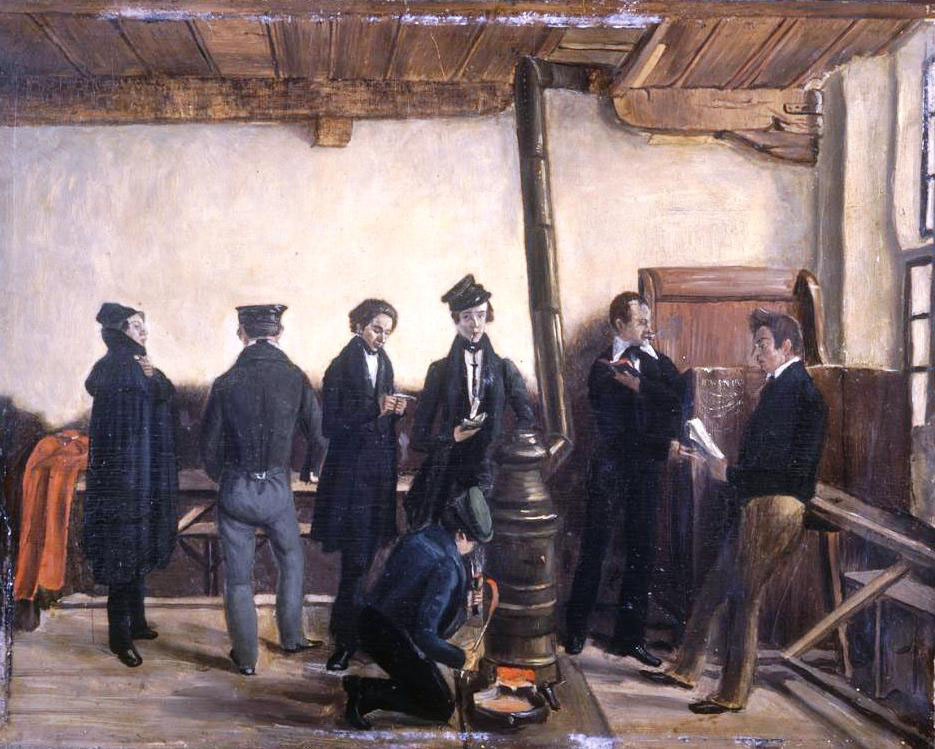
Schilderij van leerlingen rond de kachel in de rectorskamer in de nadagen van de Latijnse School (winter 1837-1838).

Met het Beleg van Deventer in 1591 (de Reductie) kwam Deventer definitief in handen van de Staatsen. De band van de school met de Rooms-Katholieke Kerk werd verbroken, waarna het instituut onder toezicht van calvinistische predikanten werd geplaatst. Hiermee verloor de school definitief haar oorspronkelijke functie als opleidingsinstituut voor katholieke geestelijken en werd ze een 'stadsschool'. In 1598 werd op de school het Compendium van de Latijnse grammatica van Melanchthon in gebruik genomen. In het voorwoord vermeldde rector Volcker Westerwolt dat het boek op advies van de stadsregering werd ingevoerd. Het rectoraat was in aanzien gedaald en het salaris aan de Deventer instelling ook nog eens laag vergeleken met bijvoorbeeld de Latijnse School in Den Haag, waar Westerwolt in 1598 was beroepen. Hij beklaagde zich bij de Deventer regering dat hij nog geen droog brood kon betalen. Ook de Haagse predikant Johannes Uyttenbogaert schreef dat de Deventer school met haar roemruchtige verleden hard aan maatregelen toe was om weer een opleving te kunnen krijgen.
Gualtherus Sylvanus, die in 1603 in dienst trad, schreef in een betoog aan de gemeente over een vervallen toestand die volgens zijn schrijven nergens meer was gezien "sinds de tijd dat de barbaarsheid ooit glansrijk was overwonnen en uitgebannen." Op de eisen die hij ter verbetering had voorgedragen kreeg hij de reactie dat die vanwege geldgebrek en vanwege de gewoonten van de burgerij niet konden worden ingewilligd. Sylvanus stelde de gemeente hierop voor de keuze zijn advies toch op te volgen, zelf met een ander plan te komen of het verval te accepteren.
Na de Synode van Dordrecht namen de predikanten Jacobus Revius en Caspar Sibelius plaats in de schoolraad, met de opdracht vorm te geven aan het protestantisme in het onderwijs. Alle docenten aan de school dienden voortaan de Dordtse Leerregels te onderschrijven. Sylvanus werd in juni 1619 ontslagen en met hem twee lectoren. Zij kregen een jaarsalaris uitgekeerd. Op gezag van Revius kwam er een 'schoolwet' op protestantse grondslag, waarin voor het eerst gewag werd gemaakt van rechten van leerlingen. De doelstelling van het onderwijs was vanaf toen de basisvorming van het kader voor de nieuwe kerk en staat. In 1624 besloot de schoolraad bovendien dat Roomse jongens per direct geen aanspraak meer maakten op de Bursa Cusana. De school had op dat moment 120 leerlingen die vooral uit de stad Deventer zelf afkomstig waren. In de eeuwen erna is dit aantal niet meer gehaald.
De positie van Deventer als onderwijsstad ging er wel op vooruit toen Revius in 1630 het Athenaeum Illustre stichtte, dat leerlingen van de Latijnse School een logische vervolgopleiding in Deventer bood. De oprichting was mogelijk dankzij een erflating van Anna van Twickelo en Balthasar Boedeker. Met het motto Renovabitur (Moge zij vernieuwd worden) werd de wens uitgesproken om de eertijdse glorie van de Latijnse School in vernieuwde vorm terug te brengen. Hendrik Guthberleth, die na Sylvanus als rector van de Latijnse School was aangenomen, werd als een van de eerste hoogleraren benoemd; naast zijn rectoraat ging hij aan het athenaeum lesgeven in logica en ethiek. Uit de erfenis van Van Twickelo en Boedeker werd ook een beurs voor arme studenten van het Athenaeum Illustre opgericht. In 1637 werd deze met de Bursa Cusana samengevoegd. In 1682 werd deze gecombineerde beurs in de toen bestaande vorm opgeheven, maar werd het bedrag nog zeker een eeuw lang aan een aantal scholieren uitgekeerd.

#### Verval en einde
In de 18e eeuw vertoonde de school zowel in onderwijsaanbod als in aantal leerlingen een verder dalende lijn. In 1781 verkoos oud-student van het Athenaeum Illustre Hermann Bosscha het rectoraat aan de Latijnse School boven dat van de school in Gouda. Zes jaar later moest hij, na de Pruisische inval, zijn werk neerleggen vanwege zijn patriottische opvattingen. In het begin van de 19e eeuw kwam er kritiek op het onderwijs. De school speelde net als veel andere Latijnse scholen niet in op de veranderde behoeften uit de samenleving en liet het doceren van moderne talen over aan de Franse school. In 1809 telde de Latijnse School 25 leerlingen. In dat jaar werd in Deventer een Wiskundig Instituut geopend. Enkele jaren later, in 1816, werd in het onderwijsprogramma van de Latijnse School bepaald dat er niet méér wiskunde werd gedoceerd "dan voor het verstaan der [antieke] schrijvers noodig is". De landelijke Onderwijsinspectie rapporteerde dit als een van de grootste misstanden op de Nederlandse Latijnse scholen. In 1835 waren er nog 17 leerlingen op de school ingeschreven. Het gebouw werd tussen 1828 en 1839 gedeeld met de tekenschool en deels gebruikt voor militaire opslag. In dat jaar verliet de school na eeuwen het oude schoolgebouw en werd ze ondergebracht in het Landshuis iets verderop aan het Grote Kerkhof. Na het aantal van 6 leerlingen op het dieptepunt in 1839 waren er elk jaar ongeveer 10 leerlingen.
Nadat in 1845 het staatsexamen was ingevoerd, werd besloten de Latijnse School te hervormen.

### Gymnasium
In 1848 werd als opvolger van de stadsschool het stedelijk gymnasium opgericht, dat het onderwijs in het Landshuis voortzette met twee afdelingen, een met en een zonder klassieke talen. Na de oprichting van de hogere burgerschool (HBS) in 1864 ging alleen de afdeling met klassieke talen verder, korte tijd in samenwerking met het Athanaeum Illustre dat in 1878 werd opgeheven. In de tweede helft van de 20e eeuw herinnerden de namen Alexander Hegius Gymnasium en Alexander Hegius Scholengemeenschap nog een aantal decennia aan de invloedrijke rector van de Latijnse School.

## Bekende leerlingen
De school verwierf vooral bekendheid door diverse leerlingen die er onderwijs hadden gekregen rond de jaren dat Alexander Hegius er rector was (1483-1498). Veel van hen werden invloedrijk als eerste Noordelijke, met name Duitse en Nederlandse humanisten. Erasmus is veruit de bekendste, en de meeste andere bekende leerlingen stonden met hem in contact. De school had mede hierdoor een hoge status, waaruit echter ook legendevorming voortkwam. Van meerdere personen van wie in bronnen vermeld wordt dat ze aan de school studie genoten hebben, werd dat in de loop der tijd betwijfeld.
Historicus Hermann Hamelmann schrijft – en vele anderen schreven hem na – dat een groot aantal leerlingen aan de school les kreeg van Thomas a Kempis. Onder hen zouden zich onder anderen Rudolph van Langen en Alexander Hegius bevonden hebben. A Kempis is echter nooit schoolleraar geweest. Daarnaast noemt Hamelmann veel leerlingen bij naam die tegelijkertijd les gekregen zouden hebben terwijl ze geen tijdgenoten zijn.
Van Nicolaas van Cusa is vaak beweerd dat hij in Deventer heeft gestudeerd, zonder dat daar bewijs voor is gevonden. Deze aanname werd meestal gedaan omdat Van Cusa een groot bedrag achterliet dat tot de oprichting van de Bursa Cusana leidde (zie kopje Bursa Cusana).
Ook voor paus Adrianus VI (Adriaan Floriszoon Boeyens) geldt dat lange tijd werd aangenomen dat hij de Latijnse School in Deventer had doorlopen. Dat blijkt onder meer uit het gedenkmedaillon op de voorgevel van het schoolgebouw. Sinds de 20e eeuw wordt deze bewering echter betwijfeld of zelfs als onaannemelijk geacht. Het vermoeden is dat hij de Latijnse school in Zwolle bezocht.
Johannes Cele studeerde aan de parochieschool in Zwolle, maar omdat die school destijds klein was en hij goed leerde, wordt aangenomen dat hij nog elders gestudeerd heeft alvorens hij in Arnhem les ging geven en in Zwolle rector werd. Mogelijk heeft hij nog aan de Latijnse School in Deventer les gehad, waar hij in dat geval Geert Grote kan hebben ontmoet; die vriendschap is wel bekend. Er is echter geen historische bron die bevestigt dat Cele in Deventer gestudeerd heeft.
Onderstaande lijst toont personen van wie vaststaat of vrijwel zeker is dat ze aan de Latijnse School onderwezen zijn:
- Geert Grote (v.a. 1348)
- Gerlach Peters (geb. 1370)[170][171]
- Gozewijn Comhaer (geb. 1375)[172]
- Johannes Brinckerinck (rond 1380)[173]
- Gerard Zerbolt van Zutphen (v.a. 1383)
- Thomas a Kempis (v.a. 1393)
- Dirk Hermansz van Herxen (ca. 1394)[44]
- Arnold Heymerick (v.a. 1430)[174]
- Johannes Caesarius (geb. ca. 1468)
- Cornelius Aurelius (ca. 1470)[9]
- Desiderius Erasmus (v.a. 1478)
- Bartholomeus van Keulen (ca. 1478)
- Ortwin Gratius (geb. 1480)[9]
- Conradus Mutianus Rufus (v.a. 1481)[1]
- Antonius Tunnicus (ca. 1481)[175]
- Petrus Montanus (voor 1482)
- Jacobus Faber (na 1484)[9]
- Goswinus van Halen (ca. 1485)[176]
- Alardus van Amsterdam (ca. 1493)[9]
- Johannes Murmellius (ca. 1493)
- Conrad Goclenius (ca. 1493)[9]
- Franciscus van Cranevelt (voor 1497)
- Johannes Butzbach (v.a. 1497)
- Gerardus Listrius (tot ca. 1500)[177]
- Gerardus Geldenhouwer (ca. 1500)
- Hermann von dem Busche (Buschius) (voor 1498)[91][178]
- Johann Winter von Andernach (geb. 1505)
- Jacob van Deventer (tot ca. 1516)[179]
- Viglius van Aytta (v.a. 1519)
- Johannes Strubbe (waarschijnlijk) (voor 1531)[180]
- Henricus Castritius Geldorpius (v.a. ca. 1536)
- Lambert Ludolph Helm (geb. 1535)
- Johan Dorre (geb. 1547)[181]
- Everard van Reyd (geb. 1550)[181]
- Everard van Bronkhorst (geb. 1554)
- Philippus Rovenius (v.a. 1590)
- Simon de Vries (geb. 1723)[182]
- Gerrit David Jordens (geb. 1734)[181]
- Gerhard Dumbar (2) (geb. 1743)[181]
- Johannes van Doelen (ca. 1760)[183]
- Egbert Jan Greve (ca. 1764)[184]
- Rutger Jan Schimmelpenninck (geb. 1761)[181]
- Seerp Gratama (v.a. 1769/1770)[185]
- Hendrik Cock (ca. 1805)[186]
- George Isaäc Bruce (geb. 1803)[181]
- Albertus Jacobus Duymaer van Twist (geb. 1809)[181]
- Jan van Doorninck (v.a. 1821)
- Albertus van Delden (geb. 1828)[181]
- Eelco Verwijs (geb. 1830)[187]
- Daniel Jan Steyn Parvé (tot 1841)[188]

## Bekende rectors
Bekende rectors aan de Latijnse School waren:
- Alexander Hegius (1483-1498)
- Johannes Murmellius (1517)
- Gysbertus Longolius (v.a. 1535)[142]
- Johannes Noviomagus (ca. 1546 en 1565-1569)
- Gerardus Rovenius (v.a. 1563)
- Johannes Piscator (1592-1594)[158]
- Paul Tossanus (v.a. 1594)[190]
- Gualtherus Sylvanus (1603-1619)
- Herman Bosscha (v.a. 1781)[191]